# 高長恭

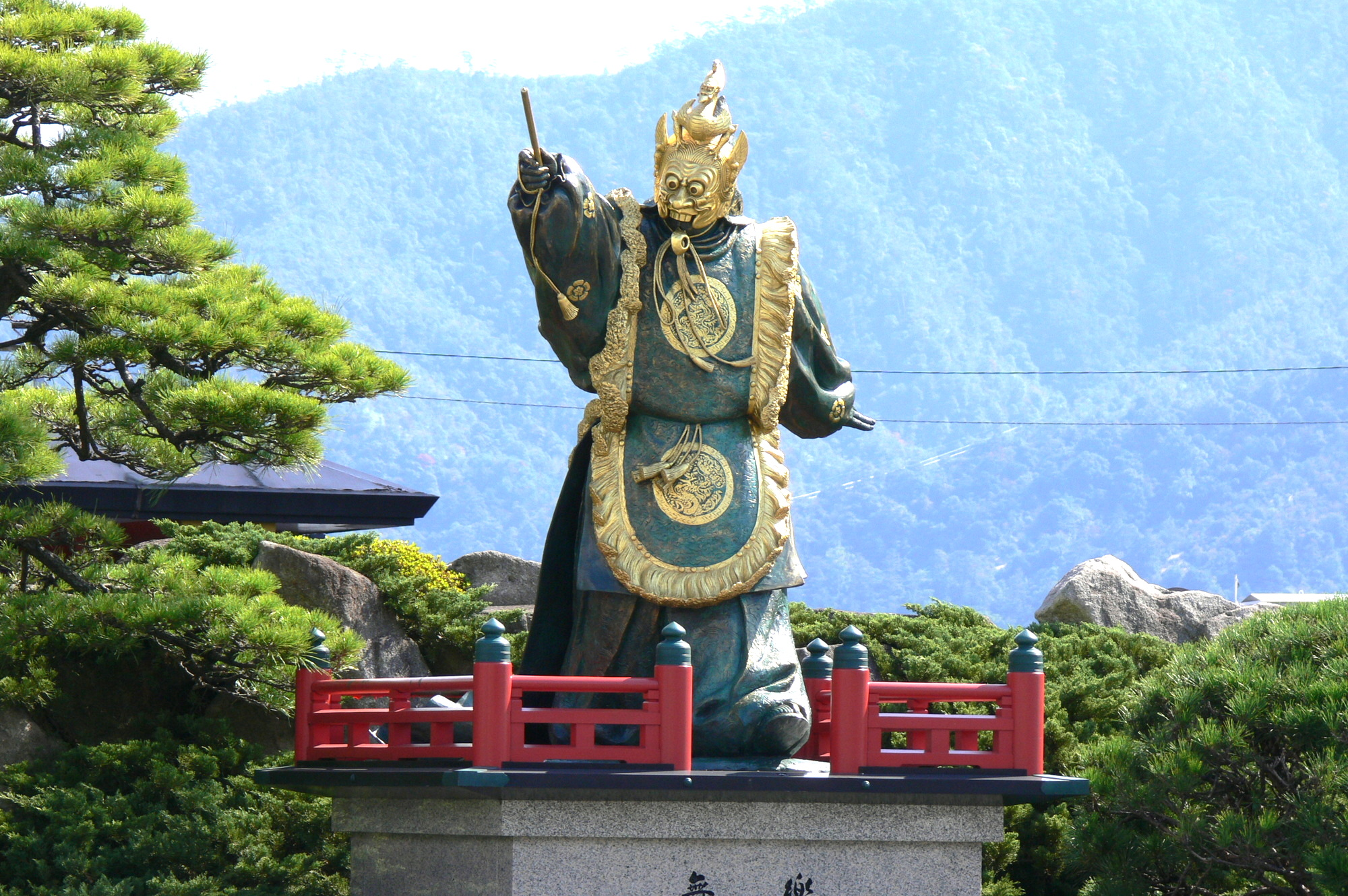
宮島行きフェリー乗り場前 「舞楽・蘭陵王」の像

高 長恭（こう ちょうきょう、541年 - 573年5月）は、中国の北斉の皇族。長恭は字であり、諱は粛または孝瓘（こうかん）。蘭陵王（らんりょうおう）、蘭陵武王または羅陵王（らりょうおう）の王号で知られる。本貫は渤海郡蓨県（現在の河北省衡水市景県）。祖父は高歓。高澄の三男。兄に高孝瑜・高孝珩、弟に高孝琬・高延宗・高紹信、姉や妹に楽安長公主などが数人。文宣帝・高洋をはじめ北斉の皇帝はほとんどが叔父か従兄弟にあたる。

## 生涯

### 生誕と王号拝命
541年、高澄の三男として生まれる。

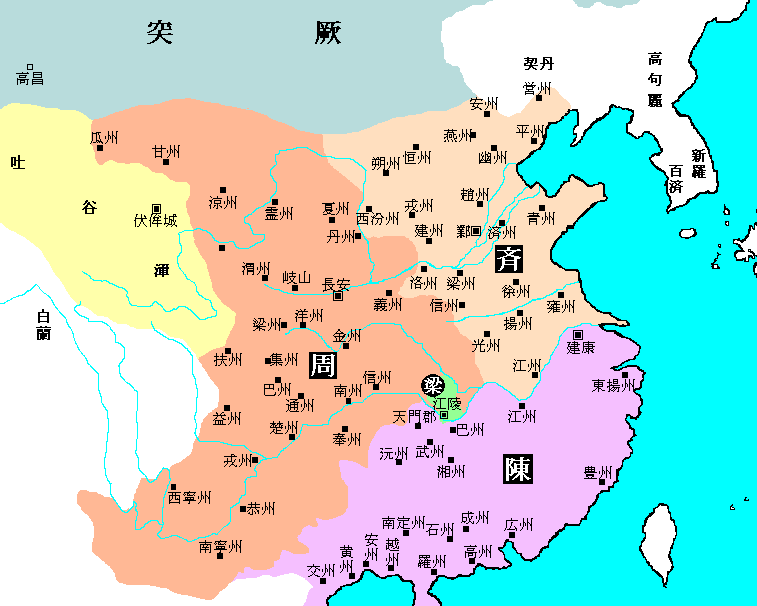
北斉と北周・陳・後梁

高澄には多くの妻がいたが、高長恭の母は兄弟の中で唯一姓名が不詳。549年に東魏の重臣である父が暗殺されると、同母弟の高洋（長恭の叔父）がその仇を討ち、翌年には東魏の孝静帝に禅譲を迫って北斉を建国した。そのため高長恭は高氏の嫡流にありながら北斉においては傍流の皇族となった。
557年に出仕して散騎侍郎に任命される。558年には楽城県開国公に封じられ食邑八百戸を下賜、翌々年には儀同三司の栄誉と領左右大将軍に任じられ一千戸を加増された。
560年3月、兄の高孝珩が広寧王に、長恭は徐州の蘭陵王に封ぜられる（蘭陵郡は現在の山東省臨沂市に位置する）。同年8月以降、一千五百戸を加増され中領軍に転じる。後の562年に使持節・都督并州諸軍事および并州刺史に累進した。当時の并州は北は突厥、西は北周に面する前線地帯で、突厥が副都の晋陽に侵入すると、力戦してこれを撃退した（563年12月に北周と突厥の連合軍が晋陽を襲撃した際の動向は不明）。563年に別に鉅鹿郡開国公に封じられ、食邑一千戸が加増、領軍将軍に昇進した。

### 北周との戦いと逸話、伝説の誕生
564年、北周の宰相の宇文護は母の閻氏が北斉で生きていることを知ると、身柄の返還と両国の和議を申し出てきた。武成帝は重臣の段韶の反対を聞かずに閻氏を送ると、果たして宇文護は約定を破り11月に宇文憲・尉遅迥・達奚武らに10万を預けて洛陽を包囲させた。高長恭と斛律光は詔勅により救援に向かったが、邙山に陣取った北周軍のために麓で足止めされてしまう。しかし段韶が晋陽から精鋭1000騎を連れて来援したため、段韶が左軍、高長恭が中軍、斛律光が右軍となって北周軍と対峙した。段韶が宇文護の不義を謗ると北周軍が山を登って攻撃してきたため、北斉軍は退却しながら疲弊を待って反撃したため大勝した。
その後、高長恭は500騎を率いて北周軍に対して再突入し、洛陽城西北角の金墉城にたどりついた。しかし、包囲が厳しかったため、城の守備兵たちには高長恭の率いる部隊が味方かどうか分からなかった。そこで高長恭が兜を脱いで素顔をさらしたところ（当時、将兵は戦闘時に兜とともに鉄の仮面をつけ、頭と顔を防御していた）、味方であること知った守備兵たちは弩を下ろして開門し、このことにより北周に勝利したという。北斉の兵士たちは「蘭陵王入陣曲」という歌謡を作り、彼の勇猛を称えた。この逸話が変化し、唐代には「その美貌が兵卒たちの士気を下げることを恐れ、常に仮面をつけて戦っていた」という、現在知られている伝説が誕生した（唐代の『教坊記』には「大面出北斉。蘭陵王長恭性膽勇，而貌若婦人。自嫌不足以威敵，乃刻木為假面，臨陣著之。」とあり、自身の婦人のような容貌が、敵を威圧するのに足りないことを嫌って、木面をつけて戦陣に臨んだ、と記されている）。また「入陣曲」は、武則天の宴において孫の岐王李範が『蘭陵王』の演目を舞うなど後世に受け継がれていった。
564年12月、開府儀同三司（三公と同等の特権）に加えて尚書令となり、後に司州牧・青州刺史・瀛州刺史を歴任した。570年7月に録尚書事となり、571年2月に太尉に昇る。同月に北周が来寇したため高長恭は段韶・斛律光らと共に迎撃を命じられた。一行は3月末に西の国境に到着したが、その地の柏谷城は極めて険峻な立地で諸将は攻囲を躊躇った。しかし段韶が「柏谷城を落とさねば国家に害を残す。いま城は高いといっても城内は狭く火矢で一網打尽に出来る」と説得したため、北斉軍は城を陥落させるなど大勝し、その地に華谷城を築いて帰還した。
また6月に段韶と共に定陽城を攻撃していたが、支城が落ちないうちに段韶が病に倒れてしまう。段韶の兵を引き継いだ高長恭は、病床の段韶から計略を授かると、城の南東を手薄にして城兵を誘い、その地に精鋭1000余人を伏兵として潜ませた。すると思惑通り夜間に城兵が出てきたため、これを撃破して城を陥落させ城主の楊範を捕縛した。さらに北周の宇文憲が汾州への助力の為に、将軍の譚公会に石殿城を築かせると高長恭は段韶と共に大軍でこれを攻めた。そうして北周の大将軍の韓歡を退かせたが、宇文憲が自ら督戦して戦況が膠着したため日暮れには両軍共に撤退した。こうした前後の戦功により鉅鹿・長楽・楽平・高陽などの郡公の別封を受ける。また567年には使持節・都督青州諸軍事および青州刺史に任じられる。

### 賜死
邙山の戦勝の後のこと、後主高緯から「敵陣深く侵入したが、敗北を恐れなかったか？」と聞かれると「家の一大事だったので恐れませんでした」と答えたことがあった（原文：家事親切，不覚遂然）。後主は皇帝を差し置いて国家を「家事」として語ったことや、長恭の威名と武勲の大きさから忌み嫌った。長恭自身もその気配に気付き、定陽にいた頃にわざと戦利品を貪って評判を落とそうとした。属将の尉相願に「それは逆に災いを招きます」と指摘されると、涙を流して安全策を問うた。尉相願が「病と称して自宅に閉じこもるほかありません」と答えると、長恭は納得はするも引退できずにいた。その後、実際に腫瘍が出来たために自宅に戻り、南の江淮に陳が侵攻した時には再び起用されることを恐れて治療を拒否していた。
しかしそれも一時のことで、斛律光が粛清された翌月（572年8月）には大司馬に、573年4月には太保に任じられた。そして5月、後主より徐之範が遣わされ毒薬を賜り自殺した。このとき王妃である鄭氏に「私は忠義を以って事にあたったが、一体何の罪で天は鴆毒を賜わすのか」と嘆くと、鄭氏は「今からでも、陛下に申し開きはできないのでしょうか」と泣きながら訴えたが、高長恭は「今更、どんな訴えが聞き容れられよう」と答え、債券の類を全て焼き払わせ、従容として死に臨んだ。後に仮黄鉞・使持節・并青瀛肆定五州諸軍事・太師・太尉公および并州刺史を追贈され、諡は「武」といった。享年33。武平5年（574年）6月16日に鄴城の西北十五里に埋葬された。

## 死後
鄭氏は夫の死後、自らの頸珠を義兄の高孝珩（次男）に買い取ってもらい葬儀を行おうとするが、義弟の高延宗（五男）の涙に濡れた手紙で諌められたという。また、斛律光に続く高長恭の死により、北斉の国力は著しく低下、北周や今まで軍事的に圧倒的な有利さを保持していた南朝の梁に対する優位を失った。また、領土や国力が大幅に縮小した陳にすら国土を侵食される羽目となる。国内では「勲貴」と呼ばれる鮮卑系武人と漢族（漢族化した鮮卑）を中心とする文人官僚が内部抗争を繰り広げていたが、北斉後期になると、さらに鮮卑系「恩倖」と呼ばれる皇帝側近の勢力が抗争に加わり、これら三者による対立が激化して北斉の求心力は低下していた。漢人官僚と恩倖による内紛が続き、国内は混乱した。このような状況の中、北周の武帝の侵攻に対応できず敗北を続け、577年に滅亡し、武帝は北斉の旧皇族である高一族や北斉の臣下たちに寛大な処置で臨んだが、後に後主や北斉の諸王は非命に斃れた。『北斉書』は、「たとえ斛律光が死を賜わり、覆敗の兆しがあったとしても蘭陵王に全権を与えていれば結果は分からなかった」という評価を記す。

## 子孫
1999年に2人の考古学者が龍門石窟で発見した造像銘に、高長恭の孫である高元簡が永隆2年（681年）に亡母である趙氏の供養のため龍門石窟の千仏洞に地蔵菩薩像と観音像を納めたという記録がなされている。高長恭の跡継ぎについての記録はないが、これは高長恭に子孫が存在しており、後世に（少なくとも唐の高宗の時代まで）生き残っていたことの証とされている。龍門石窟の千仏洞は破壊と盗掘がひどいものの、高元簡が納めた地蔵菩薩像と観音菩薩像は高い場所にあり、なおかつ光の当たり難い場所にあったが故に破壊を免れていたようである。

## 人物
穏やかな顔つきの人物であったが心は勇敢であった。また「音容兼美」と史書に明記される美声と麗貌に加え、「将軍であっても細事は自分で処理した」「果物を贈られた際、わずかでも将卒に分け与えた」「過去に窃盗で免官になった部下が、後に軍中で長恭の怒りに怯えていると小罰を与えて安心させた」「朝廷からの帰りに従僕らが待っておらず、一人で帰ったことがあっても罰しなかった」「軍功を称えて武成帝から20人の美女を賜ったとき、1人だけ選んで辞退した」など、配下の将兵をいたわる謙虚な人物でもあった。また、北斉の諸王は家臣を得る際に商人、佞臣、少年などを選んだが、ただ高淯・高孝珩・高長恭のみは文芸清識の士を選んだので賞賛された。しかし、技芸を嫌っていたわけではなく家には投壺（矢を壺に投げ入れる遊び道具）があり、工芸に巧みで、作成した傀儡は彼の意志で杯を掲げ挨拶できたが、誰もその仕組みがわからなかった。

## 墓碑
1894年に直隷省広平府磁州の劉荘村（現在の河北省邯鄲市磁県講武城鎮劉荘村）で「斉故假黄鉞太師太尉公蘭陵忠武王碑」と題された高長恭の墓碑が発掘された。墓碑は劉荘村にある蘭陵王墓に保存されている。碑文は高長恭の一生のほか、裏面には彼の弟の高延宗による兄に宛てた詩が一首刻まれている。

## 知名度とフィクション
勇猛な武将でありながら美貌の持ち主であり、なおかつ主君に妬まれて悲劇的な最期を遂げたことから人気は高かった。特に『蘭陵王入陣曲』は唐代に日本に伝わり、雅楽の演目『蘭陵王（陵王）』として演じられている。また京劇では近年の新作の題材としても取り上げられている。
2013年には台湾と中国の合作テレビドラマ『蘭陵王』が製作され、ウィリアム・フォンが主人公の高長恭（蘭陵王）を演じている。また2016年のテレビドラマ『蘭陵王妃〜王と皇帝に愛された女〜』ではアンディ・チェンが高長恭（蘭陵王）役を演じている。
日本の小説では、曲を題材にした三島由紀夫の『蘭陵王』や高長恭本人を題材にした田中芳樹の『蘭陵王』がある。
2018年には日本の宝塚歌劇団により『陵王-美しすぎる武将-』がドラマシティとKAAT神奈川芸術劇場で上演された。高長恭(蘭陵王)役は専科の凪七瑠海が演じた。

## 伝記資料
- 『北斉書』巻11 列伝第3
- 『北史』巻52 列伝第40
- 『資治通鑑』陳紀 巻171
- 『顔氏家訓』「雜藝」
- 斉故假黄鉞太師太尉公蘭陵忠武王碑
- 教坊記